# Planet (typ 751)
Planet (typ 751) je hydrografická výzkumná loď německého námořnictva. Je považována za nejmodernější výzkumnou loď zemí NATO. Ve službě nahradila stejnojmenné plavidlo pocházející ze 60. let 20. století.

## Stavba
Plavidlo postavila loděnice Nordseewerke v Emdenu. Kýl byl založen 26. dubna 2002 a dne 12. srpna 2003 byla loď spuštěna na vodu.

## Konstrukce

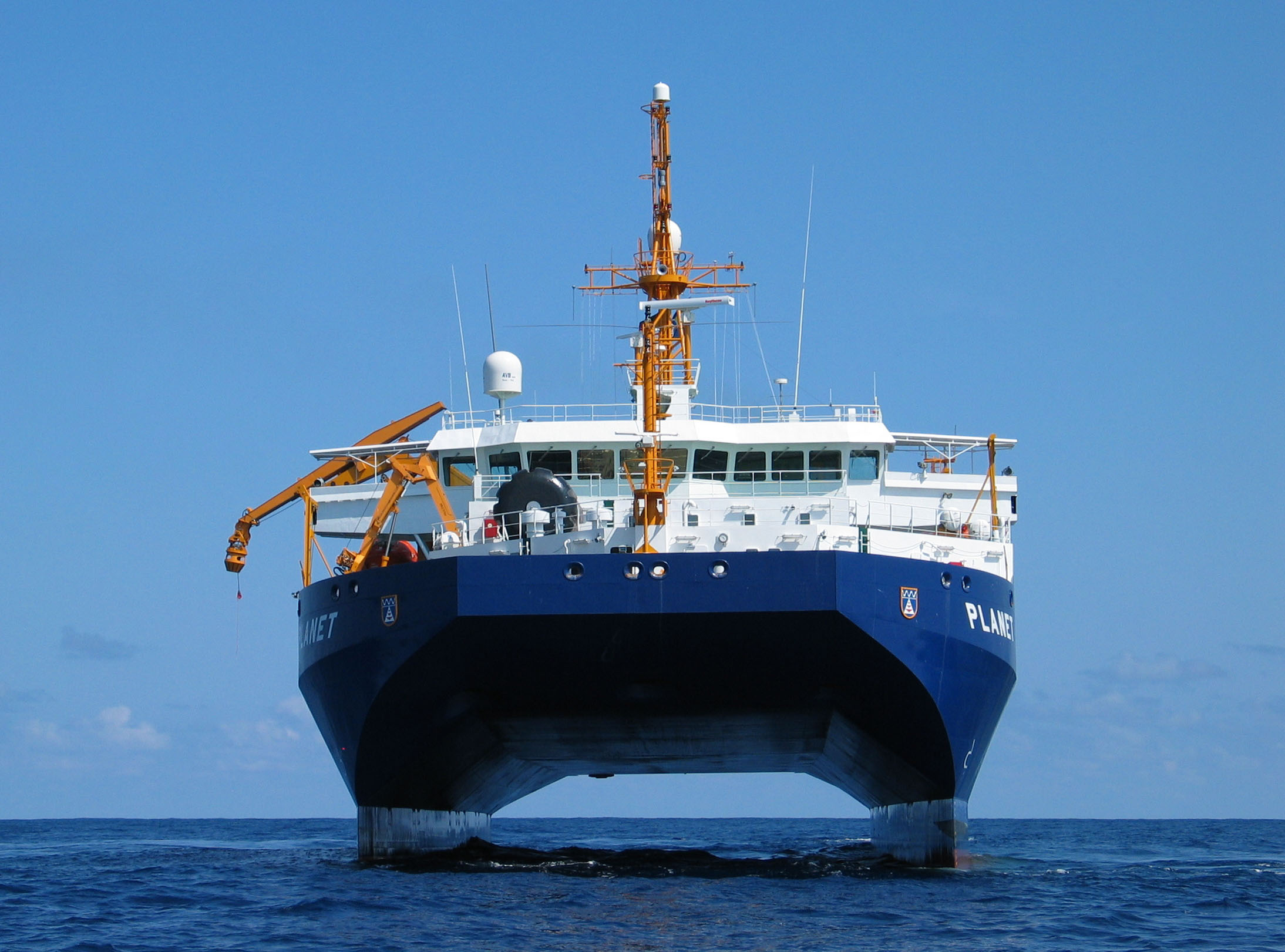
Planet

Jedná se o katamarán typu SWATH. Díky tomu má plavidlo vynikající stabilitu a tichý chod. Posádku tvoří 20 námořníků a 20 vědců. Plavidlo je vybaveno jedním 533mm torpédometem. Pohonný systém je diesel-elektrický. Tvoří jej čtyři diesely a dva elektromotory Jeumont-Framatome. Výkon pohonného systému je 6000 shp. Lodní šrouby jsou dva. Nejvyšší rychlost dosahuje 15 uzlů.